# Gerhard Dummernix
Gerhard Dummernix (* 20. Februar 1930; † 21. April 2019) war ein deutscher Turner. Er turnte für die Vorgängervereine des TSV 1874 Barleben, die BSG Motor Barleben und die SG Motor Barleben.
1951 war er Landesmeister Sachsen-Anhalt im Gerätezwölfkampf sowie 1953 DDR-Vizemeister im Seitpferdturnen. Dummernix turnte von 1950 bis 1955 in der Turnnationalmannschaft der DDR und war von 1949 bis 1952 Mitglied der Landesriege Turnen des Landes Sachsen-Anhalt.